# 董育斌
董育斌，山东师范大学化学院教授，长期从事超分子组装化学和金属有机化学的研究。

## 生平
董育斌于1987年获得山东师范大学化学系学士学位，1993年获得山东大学化学系硕士学位，1996年获得南开大学化学院博士学位。随后，在香港大学和南加州大学从事博士后研究。2000年起在山东师范大学化学院任职。

## 荣誉
- 2011年，入选中国教育部长江学者特聘教授
- 入选中国国家百千万人才工程
- 享受中国国务院政府特殊津贴